# マリア・ヨーゼファ・フォン・ポルトゥガル
マリア・ヨーゼファ・フォン・ポルトゥガル（Maria Josepha von Portugal, 1857年3月19日 - 1943年3月11日）は、バイエルン公カール・テオドール（オーストリア皇后エリーザベトの弟）の2度目の妃。ベルギー王妃エリザベートの母。
ポルトガル語名マリア・ジョゼ・デ・ブラガンサ（Maria José de Bragança）。

## 生涯
ポルトガルの廃王ミゲル1世とその妃であるレーヴェンシュタイン＝ヴェルトハイム＝ローゼンベルク侯女アデライデの娘として、バイエルン王国のブロンバッハで生まれた。
1874年4月29日に、オーストリア皇后エリーザベトの弟であるバイエルン公カール・テオドールと結婚した。カール・テオドールは最初の妻のザクセン王女ゾフィーと死別しており、この結婚は再婚だった。
夫婦はミュンヘンで暮らした。夫は結婚後、専門的に薬学を学び、「カール・テオドール公眼科医院」（Augenklinik Herzog Carl Theodor）を創設した。マリア・ヨーゼファは眼科医院を熱心に手伝った。
夫の死後もミュンヘンで暮らして85歳で亡くなり、テーゲルンゼー修道院に葬られた。

## 子女
カール・テオドールとの間に2男3女を儲けた。
- ゾフィー（1875年 - 1957年） - ハンス・ファイト・ツー・テーリンク＝イェッテンバッハ伯爵と結婚。
- エリーザベト（1876年 - 1965年） - ベルギー王アルベール1世と結婚。
- マリー・ガブリエーレ（1878年 - 1912年） - バイエルン王太子ループレヒトの最初の妃。
- ルートヴィヒ・ヴィルヘルム（1884年 - 1968年）
- フランツ・ヨーゼフ（1888年 - 1912年）

ベルギー王妃となった次女エリーザベトの子にベルギー王レオポルト3世、イタリア王妃マリーア・ジョゼがいる。また、その子孫たちの婚姻のためベルギー王室、旧イタリア王室、旧ユーゴスラビア王室、ルクセンブルク大公家、リヒテンシュタイン侯家などにマリア・ヨーゼファの子孫がいる。